# Ёсихара, Дзиро
Дзиро Ёсихара (яп. 吉原 治良 Ёсихара Дзиро); 1905, Осака — 1972, Асия, префектура Хёго — японский художник-абстракционист.

## Биография
Дзиро Ёсихара родился в Осаке, Япония, в 1905 году. Был вторым сыном в богатой купеческой семье.
В 1920-х и 1930-х годах был увлечён работами Джорджо де Кирико, Жоана Миро и Василия Кандинского.
В 1930-х годах произведения Ёсихара создавались в сюрреалистической манере, которая была популярна среди японских художников-авангардистов. Постепенно Ёсихара приобретает интерес к геометрической абстракции.
С 1935 по 1945 года самый темный и наименее активный период для Ёсихара.
- 1928 — окончил университет Кансэй по специальности «научная коммерция»;
- 1934 — член-корреспондент ассоциации НИКА;
- 1938 — участвует в создании художественного общества Кюсицукай («Общества Девятого Космоса»);
- 1945 — членство в ассоциации НИКА;
- 1954 — участвует в основании Ассоциации художников Гутай;
- 1972 — смерть художника.

## Участие в выставках
- 1952 — Международная выставка современной живописи и скульптуры, Питтсбург — Нью-Йорк, институт Карнеги;
- 1955 — Абстрактная живопись в Японии, Токио, Национальный музей современного искусства;
- 1957 — Мировое современное искусство, Токио, Музей искусств Бриджстон, Осака, Даймару;
- 1959 — Метаморфизм, Париж, галерея Стадлер;
- 1961 — Современный авангард в Японии, Турин, 12-я Международная выставка искусства;
- 1962 — Структура и стиль, Турин, Городской музей современного искусства;
- 1963 — Директивы в современном искусстве — Запад и Япония, Киото, Музей современного искусства;
- 1964 — 4-я выставка на приз Гуггенгейма, Нью-Йорк, музей Соломона Р. Гуггенгейма;
- 1964 — Современное японское искусство после войны, Камакура, Музей современного искусства;
- 1965 — Новые японские живопись и скульптура, Сан-Франциско, Музей современного искусства, Нью-Йорк, МОМА;
- 1967 — Гран-При на 9-й Международной художественной выставке Японии;
- 1970 — Современные движения, Осака, Художественный музей ЭКСПО-70;
- 1971 — Золотая медаль 2-го триеннале Индии;
- 1979 — Ёсихара Дзиро: Гутай, и что дальше?, Художественный музей префектуры Хёго.